# Râul Wiese

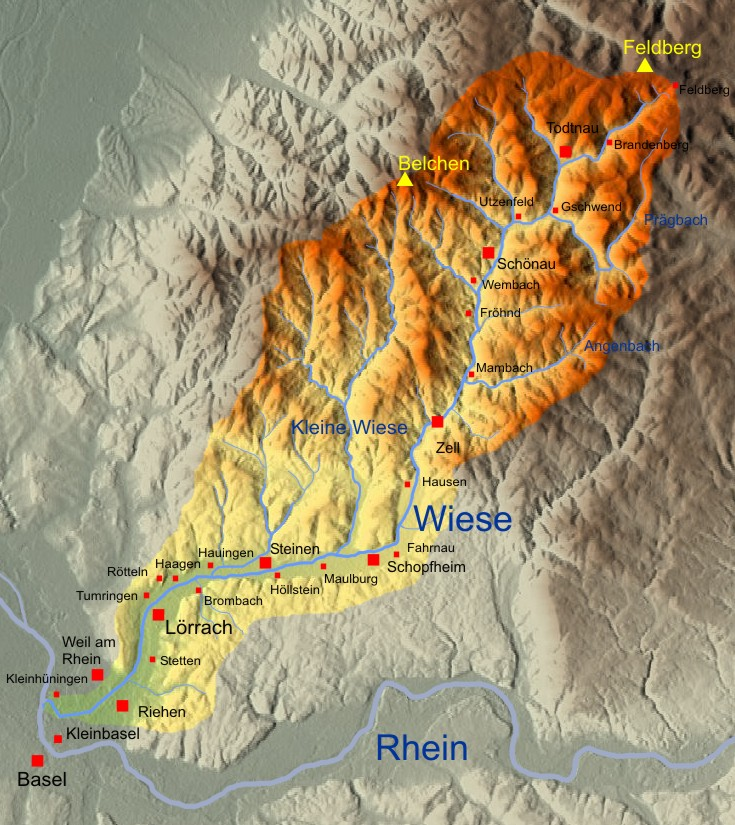
Râul Wiese

Wiese este, după Kinzig, Elz și Murg, al patrulea râu ca lungime din munții Pădurea Neagră (Schwarzwald), landul Baden-Württemberg, Germania.
Are o lungime de 54,6 km, fiind situat în regiunea de nord a munților Pădurea Neagră. Râul își are izvorul la altitutidinea de 1.200 m, lângă muntele Feldberg (1.493 m). De aici curge spre sud, prin valea care-i poartă numele, către Basel și se varsă în Rin. Are un debit mediu de 11,3 m³/s, un bazin de colectare de 458 km² și o diferență de nivel între izvor și gura de vărsare de circa 974 m.

## Afluenți mai importanți
- Afluenți pe dreapta: Wiedenbach, Böllenbach, Kleine Wiese, Steinenbach
- Afluenți pe stânga: Prägbach, Angenbach